# Башкирский Бармак
Башкирский Бармак (баш. Башҡорт Бармағы) — деревня в Зианчуринском районе Республики Башкортостан Российской Федерации. Входит в состав Яныбаевского сельсовета.

## География

### Географическое положение
Расстояние до:
- районного центра (Исянгулово): 120 км,
- ближайшей ж/д станции (Кувандык): 27 км.

## Население
| 1939 | 1959 | 1970 | 1979 | 1989 | 2002 | 2009 |
| ---- | ---- | ---- | ---- | ---- | ---- | ---- |
| 268  | ↘221 | ↗251 | ↘179 | ↘128 | ↘117 | ↗127 |
| 2010 |      |      |      |      |      |      |
| ↘95  |      |      |      |      |      |      |